# Чуб, Таня
Таня Чуб (род. 16 мая 1970, СССР) — советская, украинская и нидерландская шашистка. Первая голландка — участница финала мужского  чемпионата Нидерландов по международным шашкам (2004 год), международный гроссмейстер среди женщин.

## Спортивная карьера
Чемпионка Европы 2002 года, серебряный призёр 1-х Всемирных интеллектуальных игр 2008 года, бронзовый призёр чемпионатов СССР 1990 и 1991 годов по международным шашкам. 
Выступает за Нидерланды с 1996 года, играла за клуб DDV (Дордрехт). Чемпионка этой страны среди женщин 1998, 2001, 2005, 2007 и 2008 годов. Участница финальной серии чемпионата Нидерландов среди мужчин 2004 года. Участница чемпионатов мира среди женщин 1991 года (от СССР, 5 место), 1993 года (8 место), 2001 года (7 место), 2003 года (6 место).
В 2010 году Таня Чуб объявила об уходе из шашек. Это было связано с конфликтом с национальной шашечной федерацией Нидерландов после того, как Чуб лишили тренерской поддержки и изгнали из группы нидерландских участников на Всемирных интеллектуальных играх в Пекине. Она работает в архиве Амстердамского суда.